# ヴォートラン・ルッド国際地理学賞
ヴォートラン・ルッド国際地理学賞（ヴォートラン・ルッドこくさいちりがくしょう、フランス語: Prix International de Géographie Vautrin Lud）、ないしヴォートラン・ルッド賞（ヴォートラン・ルッドしょう、英語: Vautrin Lud Prize）は、地理学分野における最高の賞。

## 概要
1991年にノーベル賞をモデルとして制定され、俗に「地理学のノーベル賞 (Nobel Prize for Geography)」とも呼ばれている。毎年秋に、フランスのサン＝ディエ＝デ＝ヴォージュ（ルッドの出身地）で開催される国際地理学フェスティバルにおいて授与されるが、対象者の選定は国際的に構成される5名の選考者たちによって行われる。
この賞は、16世紀のフランスの地理学者ヴォートラン・ルッドから名付けられている。

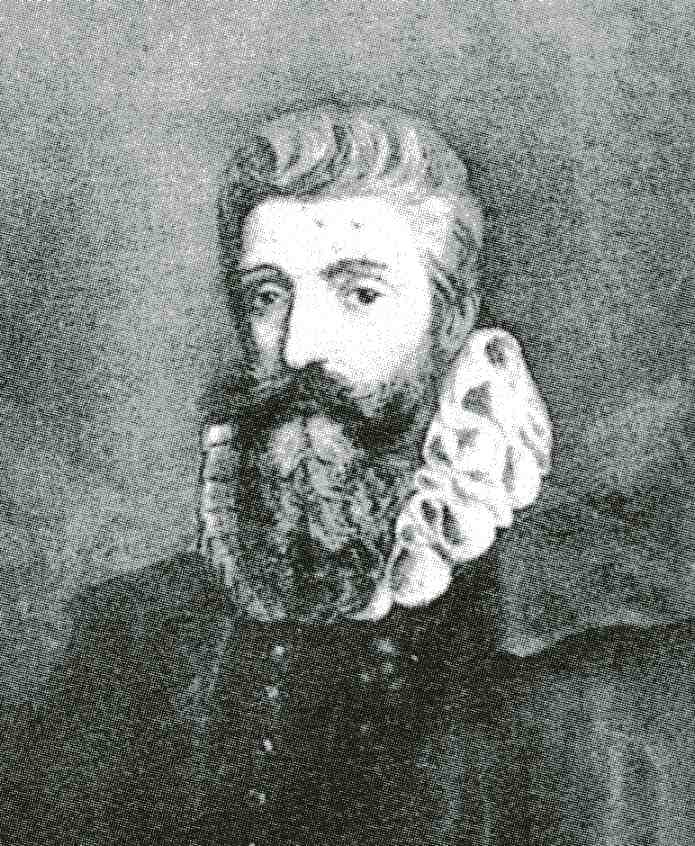
ヴォートラン・ルッド

## 受賞者
| 氏名                                                   | 国                            | 年   |
| ------------------------------------------------------ | ----------------------------- | ---- |
| ピーター・ハゲット                                     | イギリス                      | 1991 |
| トルステン・ヘーゲルストランド ギルバート・F・ホワイト | スウェーデン · アメリカ合衆国 | 1992 |
| ピーター・グールド                                     | アメリカ合衆国                | 1993 |
| ミルトン・サントス                                     | ブラジル                      | 1994 |
| デヴィッド・ハーヴェイ                                 | イギリス                      | 1995 |
| ロジェ・ブリュネ ポール・クラヴァル                    | フランス                      | 1996 |
| ジャン＝ベルナール・ラシーヌ                           | スイス                        | 1997 |
| ドリーン・マッシー                                     | イギリス                      | 1998 |
| ロン・ジョンストン                                     | イギリス                      | 1999 |
| イヴ・ラコステ                                         | フランス                      | 2000 |
| ピーター・ホール                                       | イギリス                      | 2001 |
| ブルーノ・メッサーリ                                   | スイス                        | 2002 |
| アレン・J・スコット                                    | アメリカ合衆国                | 2003 |
| フィリップ・パンシュメル                               | フランス                      | 2004 |
| ブライアン・ベリー                                     | アメリカ合衆国                | 2005 |
| ハインツ・ヴァナー                                     | スイス                        | 2006 |
| マイク・グッドチャイルド                               | イギリス                      | 2007 |
| オラシオ・カペル・サエス                               | スペイン                      | 2008 |
| テリー・マギー                                         | カナダ                        | 2009 |
| デニース・プマン                                       | フランス                      | 2010 |
| アントワーヌ・バイイ                                   | スイス                        | 2011 |
| イーフー・トゥアン                                     | 中華民国 アメリカ合衆国       | 2012 |
| マイク・バティ                                         | イギリス                      | 2013 |
| アン・バティマー                                       | アイルランド                  | 2014 |
| エドワード・ソジャ                                     | アメリカ合衆国                | 2015 |
| マリア・ドロールス・ガルシア・ラモン                   | スペイン                      | 2016 |
| アキン・マボグンジェ                                   | ナイジェリア                  | 2017 |
| ジャック・レヴィ                                       | フランス                      | 2018 |
| ジョン・アグニュー                                     | イギリス アメリカ合衆国       | 2019 |
| Rudolf Brázdil                                         | チェコ                        | 2020 |
| Brenda Yeoh                                            | シンガポール                  | 2021 |
| Michael Storper                                        | アメリカ合衆国                | 2022 |
| ジェイミー・ペック                                     | イギリス                      | 2023 |